# Børsdronningen
Børsdronningen (originaltitel: Die Börsenkönigin) er en tysk stumfilm fra 1918 instrueret af Edmund Edel.

## Handling
Ejeren af et bjergværk, Helene (spillet af Asta Nielsen, er forelsket i bjergværkets inspektør. Inspektøren er imidlertid forelsket i Helenes kusine. Kusinen rejser bort, og inspektøren forfremmes til direktør for bjergværket. Han omkommer imidlertid ved en ulykke i minen.

## Medvirkende
- Asta Nielsen - Helene Netzler
- Aruth Wartan - Lindholm
- Willy Kaiser-Heyl - Muller